# لويس إي. بارسونز
لويس إي. بارسونز (بالإنجليزية: Lewis E. Parsons)‏ هو محامي وسياسي أمريكي، ولد في 28 أبريل 1817 في مقاطعة بروم في الولايات المتحدة، وتوفي في 8 يونيو 1895. نشط حزبياً في الحزب الديمقراطي. وقد انتخب عضو مجلس نواب ألاباما وانتخب حاكم ألاباما ‏ (21 يونيو 1865 – 13 ديسمبر 1865).